# 1001 Albums You Must Hear Before You Die
1001 Albums You Must Hear Before You Die (с англ. — «Тысяча и один музыкальный альбом, которые ты должен услышать, прежде чем умрёшь») — альманах американских музыкальных критиков под руководством составителя Роберта Димери. Состоит из описания тысячи и одного музыкального альбома, которые коллектив критиков рекомендует к прослушиванию. Книга охватывает диски с 1955 по 2005 годы в самых разных жанрах, в основном рок- и поп-музыки.
Каждая запись в списке альбомов сопровождается коротким эссе, которые написаны музыкальными критиками, а также иллюстрациями, цитатами и дополнительной информацией (например, продолжительность альбома и музыкальный продюсер). Были включены только альбомы, состоящие из оригинального материала конкретного исполнителя, что означало, что сборники различных исполнителей, включая саундтреки к фильмам, в альманахе не представлены.
Самое последнее издание включает в себя музыкальные альбомы, выпущенные в период с 1955 по 2016 год, часть серии из Quintessence Editions Ltd. Книга организована хронологически, начиная с альбома Фрэнка Синатры In the Wee Small Hours.

## Жанры
Большинство рекомендаций книги — западные рок- и поп-альбомы, но также «1001 Albums» включает в себя альбомы с этнической музыкой, ритм-энд-блюз, блюз, народную музыку, хип-хоп, кантри, электронную музыку и джаз. В рок- и поп-альбомы входят такие поджанры, как панк-рок, грайндкор, хеви-метал, альтернативный рок, прогрессивный рок, лёгкая музыка, трэш-метал, гранж. Классическая и современная музыка не включены.

## Артисты
Рекордсменами по количеству альбомов в версии 2016 года являются:
- 9 альбомов: Дэвид Боуи.
- 7 альбомов: The Beatles, Боб Дилан, Нил Янг.
- 6 альбомов: Моррисси (и The Smiths), Elvis Costello & the Attractions, The Rolling Stones.
- 5 альбомов: The Byrds, Брайан Ино, Led Zeppelin, Игги Поп (и The Stooges), Sonic Youth, Брюс Спрингстин, Том Уэйтс, The Who, Radiohead.
- 4 альбома: Nick Cave and The Bad Seeds, Леонард Коэн, Майлз Дэвис, Sonic Youth, Пи Джей Харви, The Kinks, Metallica, Джони Митчелл, Pink Floyd, R.E.M., Steely Dan, Talking Heads, U2, Стиви Уандер.
- 3 альбома: Aerosmith, The Beach Boys, Beastie Boys, Бьорк, Black Sabbath, Blur, Тим Бакли, Кейт Буш, Рэй Чарльз, Creedence Clearwater Revival, The Cure, Deep Purple, Dexy's Midnight Runners, The Doors, Ник Дрейк, Echo And The Bunnymen, The Fall, Питер Гэбриэл, Марвин Гэй, Эммилу Харрис, The Jimi Hendrix Experience, Майкл Джексон, Kraftwerk, Боб Марли и группа The Wailers, Ван Моррисон, My Bloody Valentine, Nirvana, Pet Shop Boys, Pixies, Элвис Пресли, Принс (и The Revolution), Public Enemy, Queen, Roxy Music, Simon And Garfunkel, Пол Саймон, Фрэнк Синатра, The Velvet Underground, Канье Уэст, Wilco, Yes.